# 옥타브 타사르

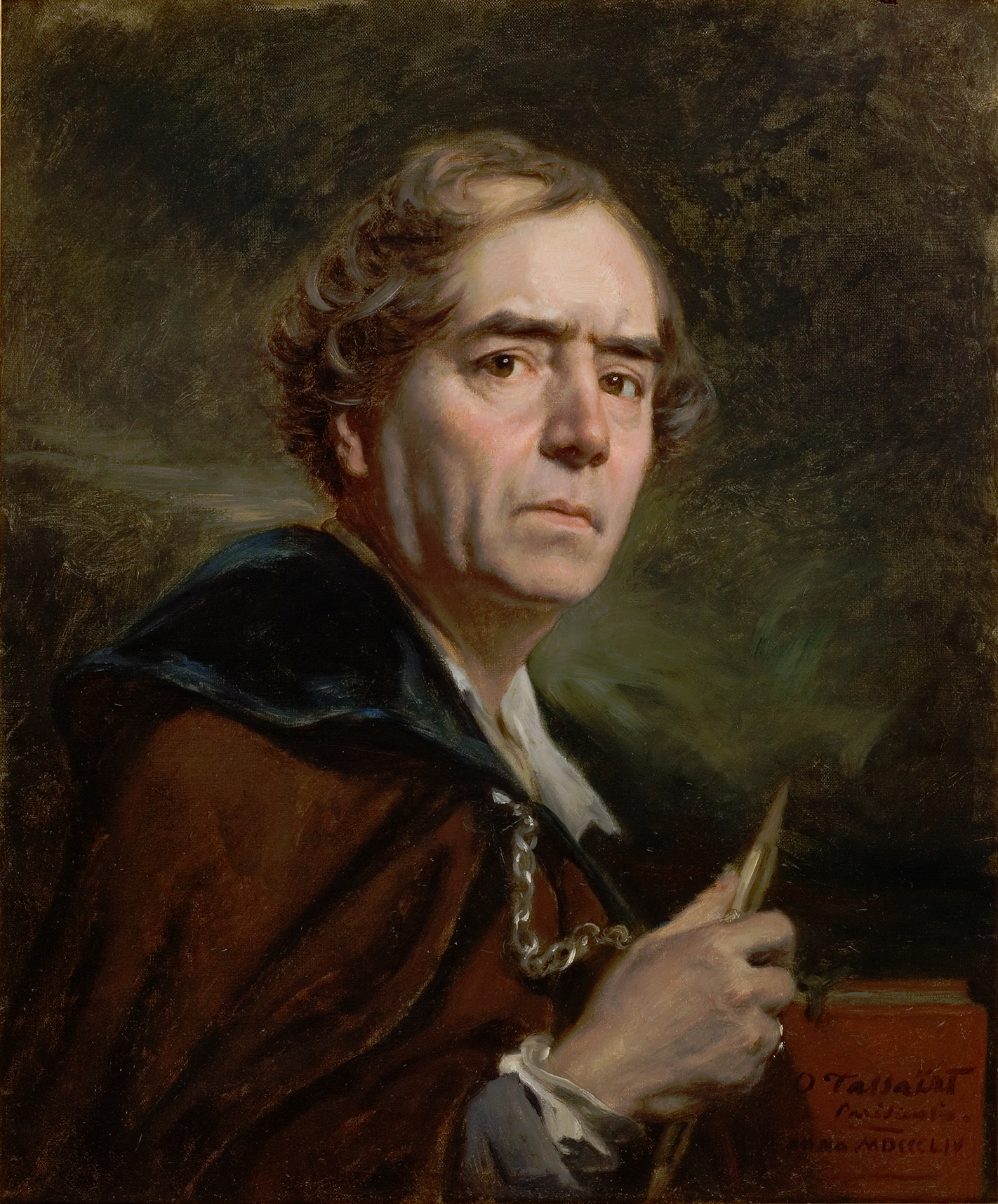
"붓과 팔레트를 들고 있는 자화상"

니콜라 프랑수아 옥타브 타사르(프랑스어: Nicolas François Octave Tassaert, 1800년 7월 26일 ~ 1874년 4월 24일)는 프랑스의 화가이자 판화가로, 초상화와 풍속화, 종교화, 역사화, 우화적 그림을 그렸다. 그의 풍속화는 파리의 가난하고 억압받는 사람들의 비참한 삶을 묘사하였으며, 자살 장면을 다룬 그림도 여러 점 있었다. 또한, 관능적인 여성의 이미지와 에로틱한 장면을 창작하였다. 말년에는 작가이자 시인으로 활동하였다. 플랑드르의 조각가 장피에르앙투안 타사르의 손자이기도 하다.

## 생애
옥타브 타사르는 원래 앤트워프, 파리, 프로이센에서 주로 활동하였던 플랑드르의 예술가 가문 출신이었다. 판화가 장조제프프랑수아 타사르의 아들이자, 파리와 베를린에서 주로 활동하였던 플랑드르의 조각가 장피에르앙투안 타사르의 손자였다. 옥타브는 처음에 아버지에게서, 그 다음에는 형 폴에게서 예술 교육을 받았는데, 두 사람 모두 판화 예술가이자 미술품 상인이었다. 그는 형 폴과 함께 처음에는 목판화를 제작하였다.

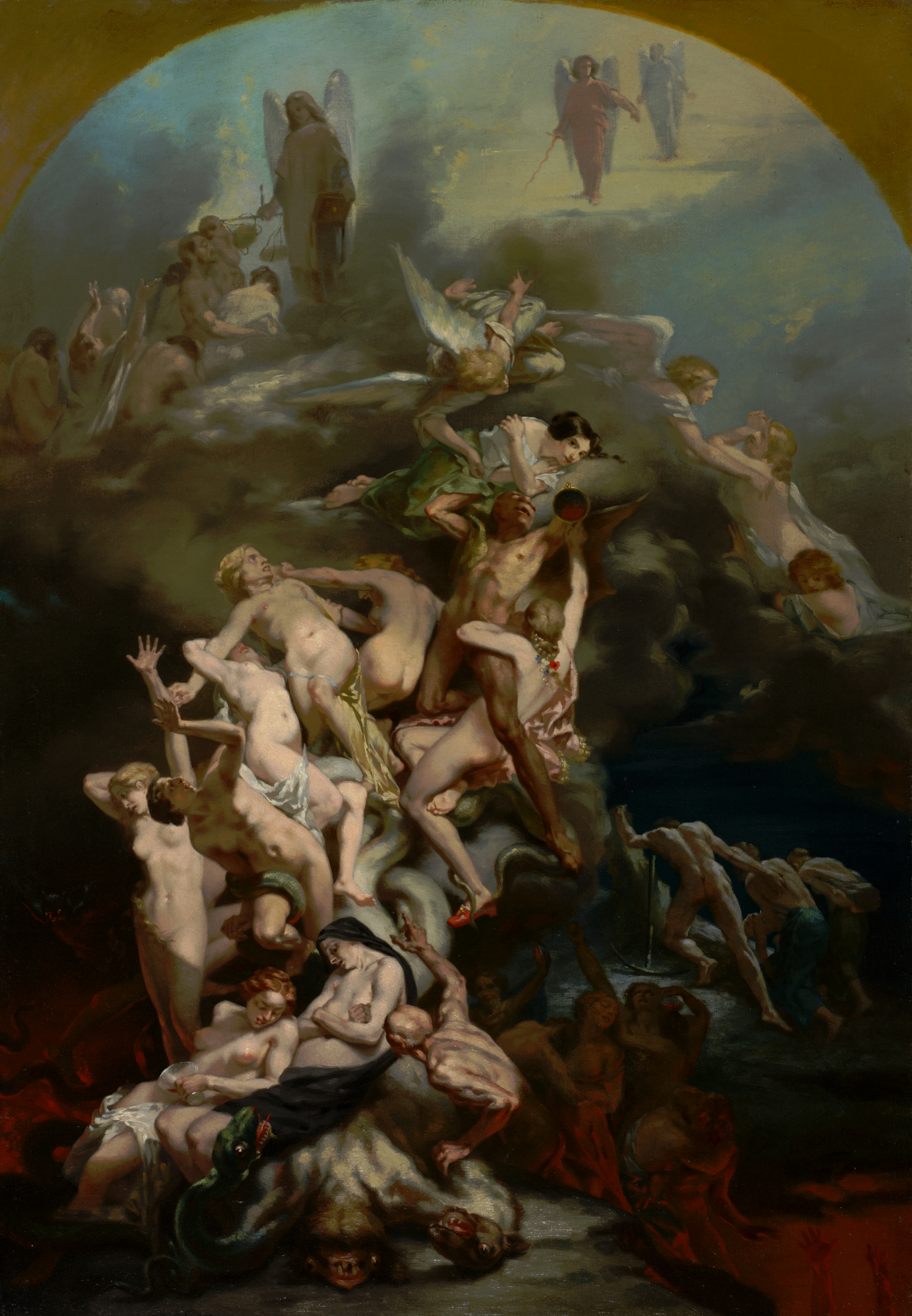
"천국과 지옥"

1816년에 그는 판화가 알렉시프랑수아 지라르와 한동안 함께 일하였고, 한편으로 회화를 시도하였다. 1817년 2월 1일에는 파리의 에콜 데 보자르에 입학하였다. 기욤 기옹 르티에르가 그의 교수 중 한 명이었다. 1823년부터 1824년까지 로마 대상을 목표로 열심히 노력하였지만 수상하지 못하였다. 이것이 그의 자신감에 큰 타격을 주어서 그 후 20년 동안 목판화와 석판화를 제작하는 상업 예술가로 돌아갔다. 주로 이 시기에 수집가들을 위하여 수많은 에로틱한 석판화를 제작하였다. 또한, 빅토르 위고, 알렉상드르 뒤마 1세, 프랑수아르네 드 샤토브리앙 등의 책에 삽화를 그렸다.
세월이 흐른 뒤에는 다시 회화 작업을 시작하여 파리 살롱에 전시하였다. 그의 첫 성공작은 프랑스 국왕의 아들 오를레앙 공작이 구매한 그림 "코레조의 죽음"(1834년 살롱, 현재 상트페테르부르크 에르미타주 박물관 소장)이었다. 타스르의 역사화, 종교화, 우화적 그림, 특히 종종 멜로드라마적 성격을 띤 풍속화는 '가난한 사람의 프뤼동', 또는 '다락방의 코레조'와 같은 별명을 얻게 해주었다. 1850년대에 불우한 사람들의 삶을 묘사한 그림으로 약간의 성공을 거두었다. 불행한 가족, 죽어가는 어머니, 병들거나 버림받은 아이들과 아내 등이 그것이었다. 이에 대한 예로는 1850/51년 살롱에 출품된 그의 작품 "불행한 가족"(일명 "자살")을 들 수 있다. 이 작품은 다락방에서 숯을 피워 어머니와 딸이 동반 자살하는 모습을 감성적으로 묘사하고 있다. 이후 그는 파리에서 여성 노동자들의 암울한 삶을 묘사한 다른 작품들을 제작하였다. 사회적 불의를 묘사한 그의 작품은 감상자의 감정을 자극하고자 하였다. 동시대 사람들 중 일부는 이 작품이 다소 감상적이라고 생각하였다. 1855년 만국박람회에 출품한 그의 작품은 평론가들에게 호평을 받았지만, 타사르는 점점 미술계에서 물러나 1857년 살롱 이후 더 이상 전시를 하지 않았다. 동시대에 타사르의 작품을 좋아했던 사람으로는 외젠 들라크루아와 바르비종파 화가 샤를 자크, 나르시소 비르힐리오 디아스 데 라 페냐, 콩스탕 트루아용, 레옹 보나가 있었다. 알프레드 브뤼야와 알렉상드르 뒤마 2세는 그의 예술을 높이 평가하였고 작품을 구매하기도 하였다. 뒤마의 미술 컬렉션에는 타사르의 작품이 최소 50점 포함되어 있었다.
타사르는 점점 더 알코올 중독에 빠져들었다. 1863년 자신의 그림 재고를 화상 페르 마르탱에게 팔고 그림 그리기를 그만두었다. 시인이 되고자 노력하였지만 성공하지 못하였다. 시 작품은 거의 어떤 원고도 남아있지 않아, 스스로 원고를 파기했을 것으로 추정된다. 과도한 음주로 인하여 시력도 악화되었다. 1865년 몽펠리에서 치료를 받았고, 그 기간 동안 브뤼야와 함께 지냈다. 타사르는 가난한 상태에 이르렀고, 1847년에 자신의 그림 "자살"에 나오는 여인들과 같은 방식으로 숲을 피워 자살하였다.

## 대표작
- "코레조의 죽음", 1834년, 러시아 상트페테르부르크 에르미타주 박물관, 페르디낭 필리프 도를레앙 공작이 구입한 옥타브의 출세작
- "불행한 가족 혹은 자살", 1849년, 오르세 미술관
- "버려진 여인", 1852년, 캔버라 오스트레일리아 국립미술관
- "천국과 지옥", 1850년, 클리블랜드 미술관
- "부르주아의 주방", 1854년, 클리블랜드 미술관

## 갤러리

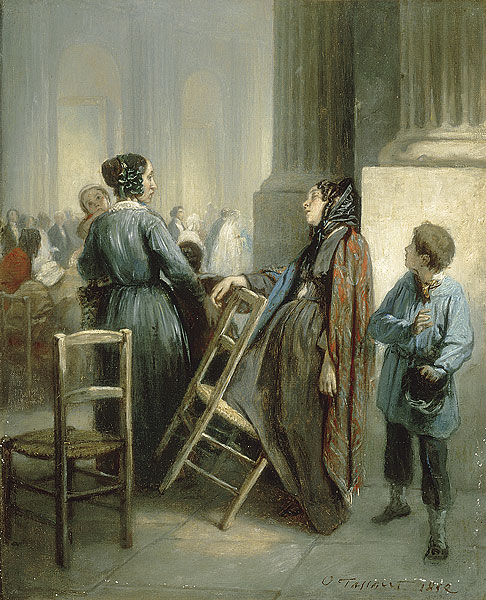
"버림받은 여인", 1852년, 파브르 미술관
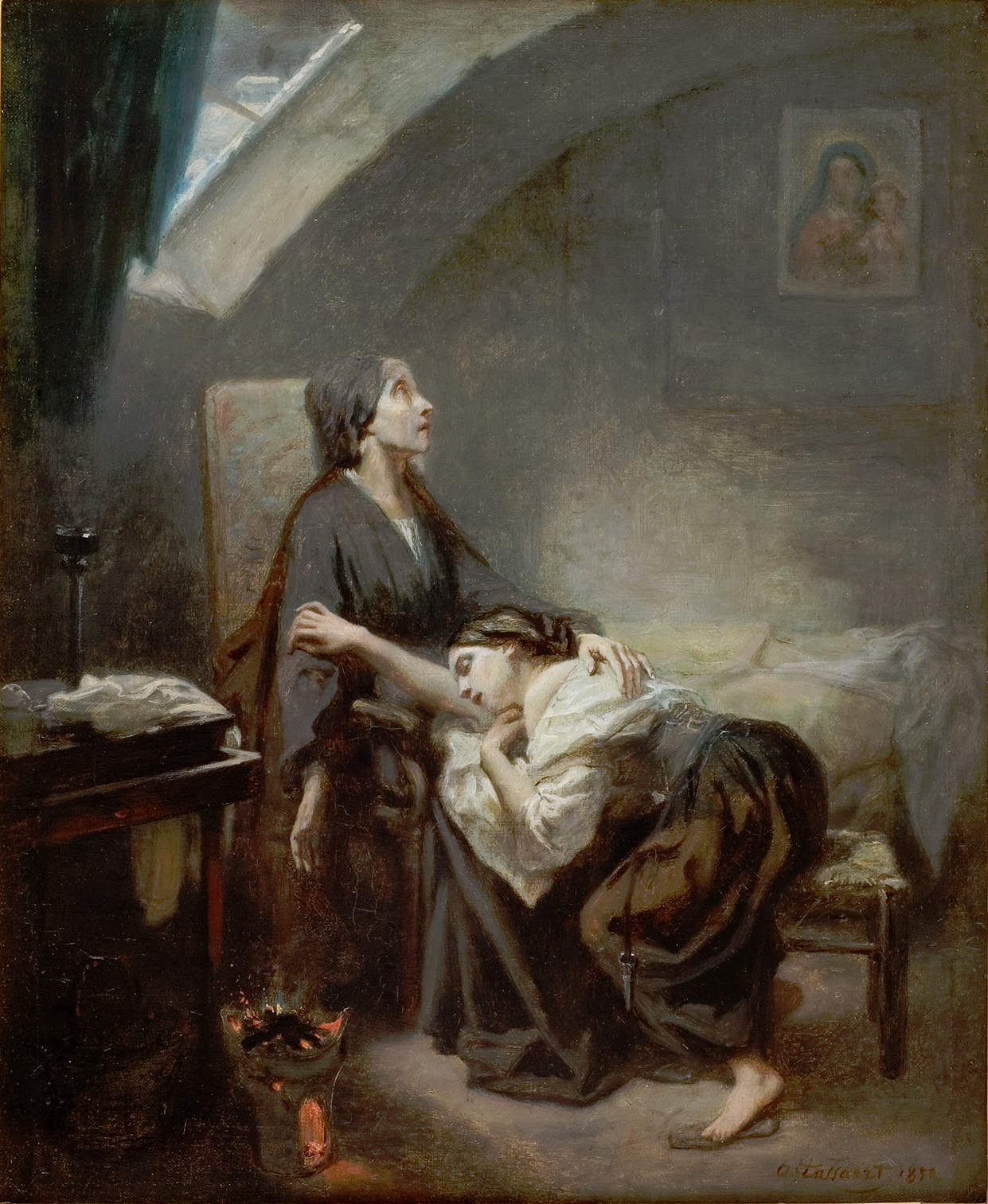
"불행한 가족"(일명 "자살"), 1852년, 파브르 미술관
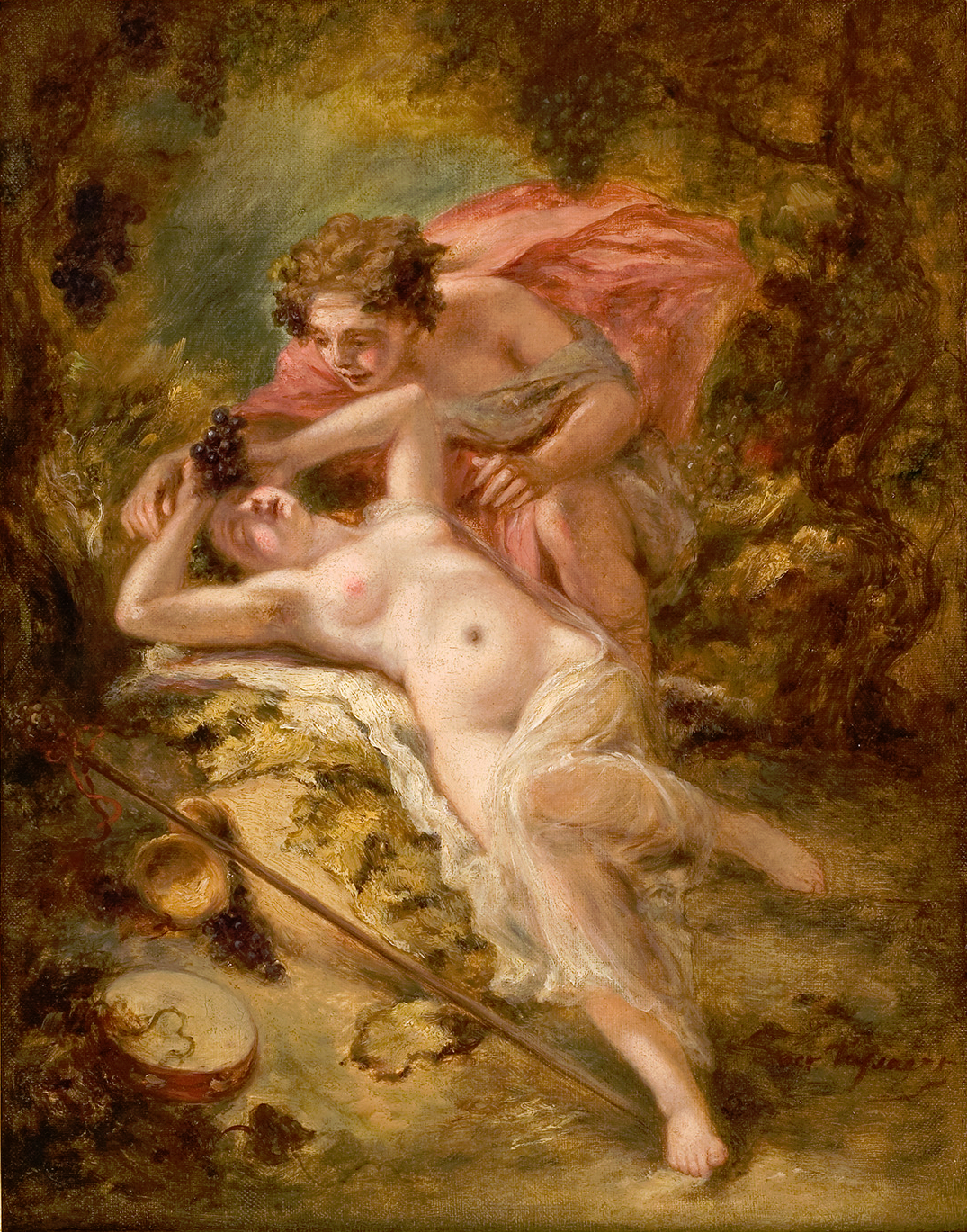
"바쿠스와 에리고네", 파브르 미술관
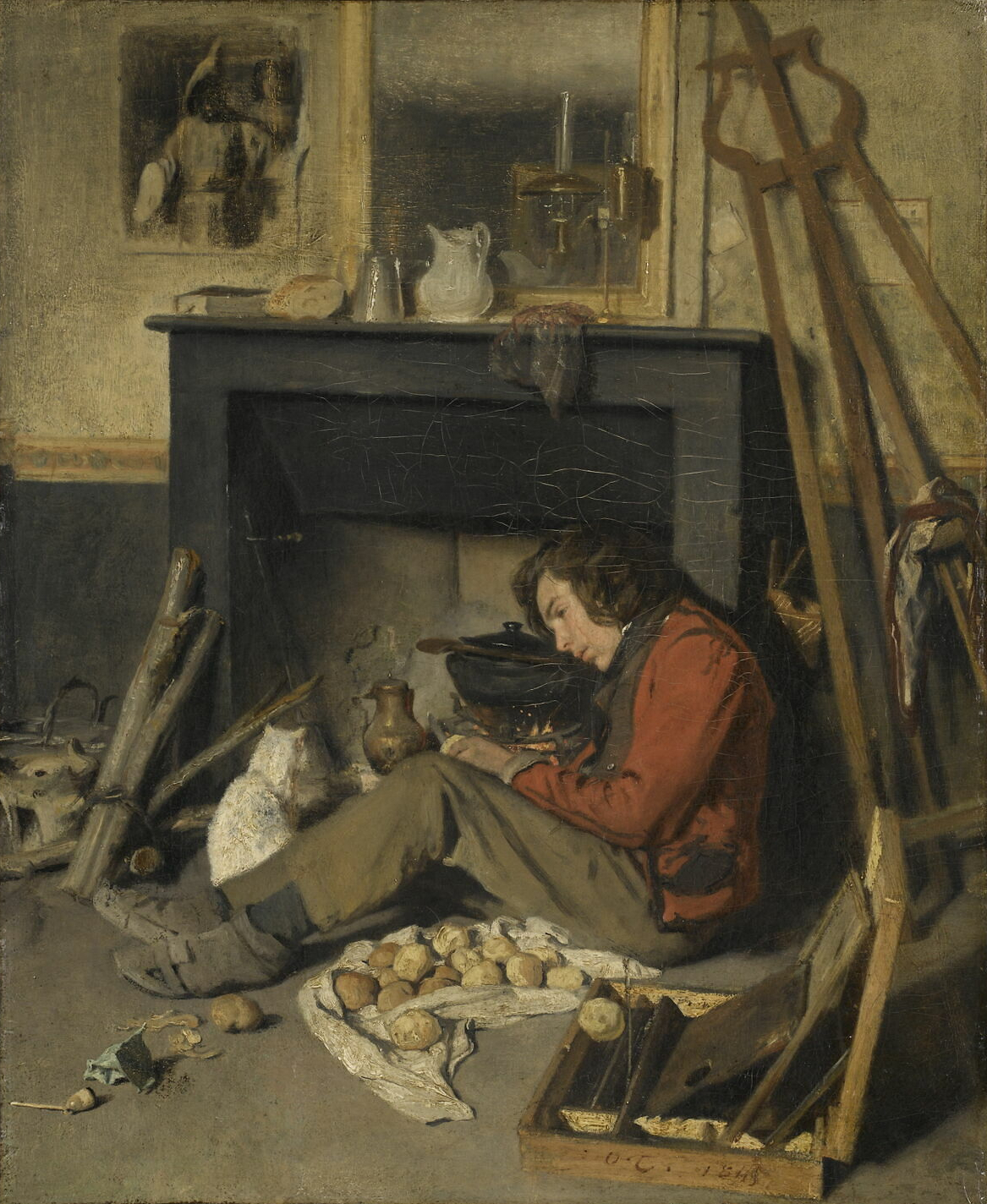
"예술가의 작업실", 1845년, 루브르 박물관
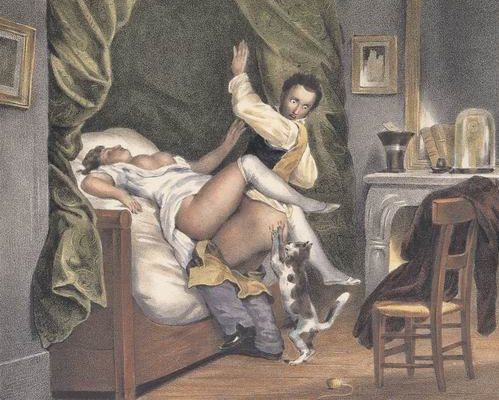
"질투하는 고양이", 석판화, 1860년경